# Peter Wells (joueur d'échecs)
Pour les articles homonymes, voir Wells et Peter Wells.
Peter Wells est un joueur d'échecs et un auteur de livres d'échecs anglais né le 17 avril 1965 à Portsmouth.

## Biographie et carrière
Grand maître international depuis 1994, Peter Wells finit deuxième du championnat d'échecs de Grande-Bretagne en 1991 (8,5/11) et 1999 (8/11). Il remporta le championnat britannique de parties rapides en 2002, 2003 et 2007. Il fut champion de Grande Bretagne dans les catégories moins de 14 ans (en 1978), moins de 16 ans (en 1979) et moins de 18 ans (en 1980).
Lors du Championnat du monde de la Fédération internationale des échecs 1997-1998, il fut éliminé au premier tour par Boris Alterman.
Il a représenté l'Angleterre lors de l'Olympiade d'échecs de 2004 (au deuxième échiquier de réserve) et lors des championnats d'Europe par équipes nationales de 2003 et 2005 (au quatrième échiquier). En 2014, il fut capitaine de l'équipe d'Angleterre à  l'Olympiade de Tromsø.
En 1995, Peter Wells remporta la médaille d'argent par équipe avec l'équipe hongroise du Honved Budapest

## Publications
- The Complete Semi-Slav, New York, 1994, Henry Holt & Co.  (ISBN 978-0805032888).
- Piece Power, 1994, Batsford Ltd.  (ISBN 978-0713475135).
- avec Viacheslav Osnos : The Complete Richter-Rauzer. 1998, Batsford Ltd.  (ISBN 978-0713478075).
- The Scotch Game, 1998, Sterling.  (ISBN 978-0713484663).
- Winning With the Trompowsky. 2004, Sterling.  (ISBN 978-0713487954).
- Chess Explained – The Queen's Indian, 2006, Gambit Publications.  (ISBN 978-1904600497).
- Grandmaster Secrets – The Caro-Kann, 2007, Gambit Publications.  (ISBN 978-1904600619).
- avec Richard Pallizer : Dangerous Weapons: Anti-Sicilians, 2009, Everyman.  (ISBN 978-1857445855).
- avec Barry Hymer : Chess Improvement: It's all in the mindset, 2020, Crown House Publishing.  (ISBN 978-1785835025).